# Карамырза (Костанайская область)
Карамырза (каз. Қарамырза) — село в Карасуском районе Костанайской области Казахстана. Административный центр Карамырзинского сельского округа. Находится примерно в 25 км к юго-востоку от районного центра, села Карасу. Код КАТО — 395251100.

## Население
В 1999 году население села составляло 876 человек (446 мужчин и 430 женщин). По данным переписи 2009 года, в селе проживало 916 человек (466 мужчин и 450 женщин).